# Poatevinščina
Poatevinščina (francosko poitevin) je romanski jezik, ki spada v skupino oilskih jezikov (langues d'oïl). Govori se ga v Franciji v zgodovinski pokrajini Poitou. Poatevinščina skupaj s sentonščino tvori poatevinsko-sentonški jezik z dvema različicama, v zadnjem času pa ta dva jezika vidijo ločeno. Jezik je sorazmerno živ in ga v obeh različicah govori še okoli četrtina prebivalcev tradicionalnega jezikovnega območja, se pravi okoli 500 000 ljudi. 
1. ↑  Hammarström, Harald; Forkel, Robert; Haspelmath, Martin; Bank, Sebastian (24. maj 2022). »Oil«. Glottolog. Max Planck Institute for Evolutionary Anthropology. Arhivirano iz spletišča dne 8. oktobra 2022. Pridobljeno 7. oktobra 2022.